# Elezioni parlamentari tedesche del 1874

I risultati delle elezioni del Reichstag per collegio elettorale. La numerazione delle circoscrizioni corrisponde a quella della tabella.

Le elezioni parlamentari tedesche del 1874 furono le elezioni per la costituzione del II Reichstag tedesco. Si svolsero il 10 gennaio 1874.
L'affluenza fu di circa il 61,2% e quindi notevolmente superiore rispetto alle elezioni del Reichstag del 1871.
Per la prima volta i deputati del Reichsland Alsazia-Lorena entrarono in parlamento. Tutti i 15 collegi elettorali della regione furono vinti da regionalisti filo-francesi. Solo nelle elezioni del Reichstag del 1890 i partiti tedeschi riuscirono ad ottenere alcuni mandati.
I vincitori delle elezioni furono i Nazional-Liberali ed il Centro, mentre i partiti conservatori persero diversi seggi. In particolare va evidenziato il risultato del NLP che ottenne la più ampia vittoria in termini di seggi percentuale (38,8% dei seggi) di tutte le elezioni dell'Impero Germanico.La performance dei socialdemocratici, che furono in grado di aumentare il loro numero di deputati da 2 a 9, causò preoccupazione al cancelliere del Reich Otto von Bismarck.

## Risultati
| Orientamento politico        | Orientamento politico        | Partiti                                              | Partiti | Voti       | Voti   | Voti      | Seggi | Seggi  | Seggi     |
| ---------------------------- | ---------------------------- | ---------------------------------------------------- | ------- | ---------- | ------ | --------- | ----- | ------ | --------- |
| Orientamento politico        | Orientamento politico        | Partiti                                              | Partiti | in Milioni | %      | Dif. 1871 | Seggi | %      | Dif. 1871 |
| Conservatori                 | Conservatori                 | Partito Conservatore (KP)                            |         | 0,360      | 6,9 %  | −7,2 %    | 21    | 5,3 %  | −32       |
| Conservatori                 | Conservatori                 | Partito Conservatore Liberale (DRP)                  |         | 0,376      | 7,2 %  | −1,7 %    | 32    | 8,1 %  | −7        |
| Liberali                     | Destra-                      | Partito Liberale Imperiale (LRP)                     |         | 0,054      | 1,0 %  | −6,2 %    | 3     | 0,8 %  | −27       |
| Liberali                     | Destra-                      | Partito Nazionale Liberale (NLP)                     |         | 1,543      | 29,7 % | −0,4 %    | 154   | 38,8 % | +35       |
| Liberali                     |                              | Liberali indipendenti                                |         | n/a        | n/a    | n/a       | 3     | 0,9 %  | −3        |
| Liberali                     | Sinistra-                    | Partito del Progresso Tedesco (DFP)                  |         | 0,448      | 8,6 %  | −0,2 %    | 491)  | 12,3 % | +4        |
| Liberali                     | Sinistra-                    | Partito Popolare Tedesco (DtVP)                      |         | 0,022      | 0,4 %  | −0,1 %    | 1     | 0,3 %  | ±0        |
| Cattolici                    | Cattolici                    | Partito di Centro Tedesco (Zentrum)                  |         | 1,446      | 27,9 % | +9,3 %    | 91    | 22,9 % | +31       |
| Socialisti                   | Socialisti                   | Partito Socialdemocratico dei Lavoratori (SDAP)      |         | 0,172      | 3,3 %  | +2,2 %    | 61)   | 1,5 %  | +4        |
| Socialisti                   | Socialisti                   | Associazione generale dei lavoratori tedeschi (ADAV) |         | 0,179      | 3,5 %  | +2,1 %    | 3     | 0,8 %  | +3        |
| Partiti regionali, minoranze | Partiti regionali, minoranze | Partito Tedesco di Hannover (DHP)                    |         | 0,073      | 1,4 %  | ±0,0 %    | 4     | 1,0 %  | −3        |
| Partiti regionali, minoranze | Partiti regionali, minoranze | Partito Polacco                                      |         | 0,198      | 3,8 %  | −0,7 %    | 14    | 3,5 %  | ±0        |
| Partiti regionali, minoranze | Partiti regionali, minoranze | Partito Danese                                       |         | 0,034      | 0,7 %  | ±0,0 %    | 1     | 0,3 %  | ±0        |
| Partiti regionali, minoranze | Partiti regionali, minoranze | Partito dell'Alsazia-Lorena                          |         | 0,235      | 4,5 %  | +4,5 %    | 15    | 3,8 %  | +15       |
|                              |                              | Altre liste                                          |         | 0,051      | 1,0 %  | −1,0 %    | -     | -      | −5        |
| Totale                       | Totale                       | Totale                                               | Totale  | 5,190      | 100 %  |           | 397   | 100 %  | +15       |

1) Il collegio elettorale sassone di Lipsia-Land è stato vinto nelle elezioni principali dal socialdemocratico Johann Jacoby, che non ha accettato il mandato. Il candidato del DFP Karl Heine ha vinto le necessarie elezioni suppletive. Il risultato delle elezioni suppletive è stato utilizzato per i dati relativi alla distribuzione dei seggi.

## I Gruppi del II Reichstag
Nella seconda legislatura diversi eletti non si unirono al gruppo parlamentare corrispondente al partito per cui erano candidati, ma preferirono non iscriversi ad alcun gruppo. Tre parlamentari del DHP si sono uniti al gruppo del Centro. I nove eletti dei due partiti socialdemocratici hanno formato un gruppo parlamentare congiunto. All'inizio della legislatura, i gruppi parlamentari avevano la seguente forza:
| Nazional-Liberali    | 150 |
| Centro               | 94  |
| partito progressista | 49  |
| Liberal-Conservatori | 31  |
| Vecchi Conservatori  | 21  |
| Polacchi             | 13  |
| Socialdemocratici    | 9   |
| Non Iscritti         | 30  |

Nel corso della legislatura, la forza dei singoli gruppi parlamentari è cambiata più volte a causa delle elezioni suppletive e dei cambiamenti dei gruppi parlamentari.